# Denis Tomic
Denis Tomic (17 gennaio 1998) è un calciatore austriaco, attaccante dell'Absam.

## Carriera

### Club
Cresciuto nel settore giovanile dell'Absam, nel 2013 è stato promosso in prima squadra. L'anno successivo è stato acquistato dall'Austria Vienna, con cui ha disputato 4 partite con la squadra riserve, prima di fare ritorno all'Absam nel 2018. Nel 2019 è passato al Wacker Innsbruck, dove ha giocato per la squadra riserve, per poi essere ceduto allo WSG Tirol nel gennaio del 2020. Inizialmente aggregato alla squadra riserve, è stato promosso in prima squadra l'anno successivo. Ha esordito in Bundesliga il 25 settembre 2021 nell'incontro vinto 4-2 contro il Ried.

### Nazionale
Nel 2014 ha giocato una partita con la nazionale austriaca Under-17.

## Statistiche

### Presenze e reti nei club
Statistiche aggiornate al 21 novembre 2022.
| Stagione                 | Squadra                  | Campionato               | Campionato | Campionato | Coppe nazionali | Coppe nazionali | Coppe nazionali | Coppe continentali | Coppe continentali | Coppe continentali | Altre coppe | Altre coppe | Altre coppe | Totale | Totale |
| Stagione                 | Squadra                  | Comp                     | Pres       | Reti       | Comp            | Pres            | Reti            | Comp               | Pres               | Reti               | Comp        | Pres        | Reti        | Pres   | Reti   |
| ------------------------ | ------------------------ | ------------------------ | ---------- | ---------- | --------------- | --------------- | --------------- | ------------------ | ------------------ | ------------------ | ----------- | ----------- | ----------- | ------ | ------ |
| 2016-2017                | Austria Vienna II        | RL                       | 1          | 0          |                 | -               | -               |                    | -                  | -                  |             | -           | -           | 1      | 0      |
| 2017-2018                | Austria Vienna II        | RL                       | 3          | 0          |                 | -               | -               |                    | -                  | -                  |             | -           | -           | 3      | 0      |
| Totale Austria Vienna II | Totale Austria Vienna II | Totale Austria Vienna II | 4          | 0          |                 | -               | -               |                    | -                  | -                  |             | -           | -           | 4      | 0      |
| 2019-2020                | Wacker Innsbruck II      | RL                       | 14         | 4          |                 | -               | -               |                    | -                  | -                  |             | -           | -           | 14     | 4      |
| 2020-2021                | WSG Tirol II             | RL                       | 15         | 4          |                 | -               | -               |                    | -                  | -                  |             | -           | -           | 15     | 4      |
| 2021-2022                | WSG Tirol II             | RL                       | 9          | 3          |                 | -               | -               |                    | -                  | -                  |             | -           | -           | 9      | 3      |
| 2022-2023                | WSG Tirol II             | RL                       | 3          | 4          |                 | -               | -               |                    | -                  | -                  |             | -           | -           | 3      | 4      |
| Totale WSG Tirol II      | Totale WSG Tirol II      | Totale WSG Tirol II      | 27         | 11         |                 | -               | -               |                    | -                  | -                  |             | -           | -           | 27     | 11     |
| 2021-2022                | WSG Swarovski Tirol      | BL                       | 16         | 0          | CA              | 2               | 0               |                    | -                  | -                  |             | -           | -           | 18     | 0      |
| 2022-2023                | WSG Swarovski Tirol      | BL                       | 9          | 0          | CA              | 2               | 1               |                    | -                  | -                  |             | -           | -           | 11     | 1      |
| Totale WSG Tirol         | Totale WSG Tirol         | Totale WSG Tirol         | 25         | 0          |                 | 4               | 1               |                    | -                  | -                  |             | -           | -           | 29     | 1      |
| Totale carriera          | Totale carriera          | Totale carriera          | 70         | 15         |                 | 4               | 1               |                    | -                  | -                  |             | -           | -           | 74     | 16     |